# Kaatrin Mozhi
Kaatrin Mozhi ist eine tamilische Seifenoper mit Sanjeev Karthick  und Priyanka Jain. Die Serie feierte am 7. Oktober 2019 auf Vijay TV ihre Premiere.

## Handlung
In der Kaatrin Mozhi-Serie geht es um ein Mädchen, das abgelehnt wird. Priyanka M Jain spielt in der Serie die Hauptrolle von Kanmani. Ihr Vater Subbu vergiftet die Schwangerschaft ihrer Mutter Rajeshwari. Dies führt dazu, dass das Mädchen im Mutterleib seine Sprache verliert. Infolgedessen wird das Mädchen dumm geboren. Priyanka spielt auf sehr nette Weise die Rolle des dummen Mädchens.
Kanmani erledigt die ganzen Haushaltsarbeiten und verkauft Milch von Haus zu Haus. Infolgedessen trifft sie einen Jungen aus der Stadt, Santhosh (Sanjeev), der ihr täglich folgen wird. Kanmani sehnt sich nur nach der Zuneigung ihres kalten und fernen Vaters und ist sich der Liebe, die Santhosh ihr geschenkt hat, nicht bewusst. Wie wird sich Ihr Leben gestalten?

## Besetzung

### Hauptbesetzung
- Sanjeev Karthick als Santhosh
- Priyanka Jain als Kanmani
- Manoharan als Subbu

### Nebenbesetzung
- Anila Sreekumar als Rajeshwari
- Chandini Prakash als Deepika
- Sunitha als Kanmani’s sister
- Priyanka als Priya
- Swapna Treasa als Kalyani
- Andrew Jesudoss
- Sri Lekha Rajendran
- Sai Gopi